# Mapa de Piri Reis
El mapa de Piri Reis és una carta nàutica elaborada suposadament per l'almirall otomà Piri Reis en 1513 i publicada en 1523 com a part de la seva obra El llibre de les matèries marines. Encara que Piri Reis va viure en un temps anterior, se sol dir que va dibuixar els mapes posteriorment al "descobriment d'Amèrica" ...encara que ben és cert que la data de la seva creació va ser al mateix segle dels viatges de Colom, Piri Reis es va basar en mapes amb antiguitat de 1500 anys, de l'era d'Alexandre. Colom i la seva tripulació bé podien haver navegat sabent perfectament cap a quin lloc es dirigien utilitzant els mapes de l'otomà, ja que hi ha certs fets que vinculen a Cristòfor Colom amb Piri Reis. Per contenir aparents representacions de terres llavors desconegudes i arran dels propis escrits de Reis indicant que les seves fonts havien estat "els antics reis de la mar", ha suscitat gran interès com enigma i se'l sol considerar un oopart. L'original es conserva al Museu Topkapi Sarayi d'Istanbul però no sol estar exposat al públic.

## Descripció
El mapa està pintat en pell de gasela, amb un entramat de línies que travessen l'oceà Atlàntic. Són les "línies de rumb", típiques de les cartes dels marins medievals tardans i que no indiquen latitud i longitud, sinó que s'usen com a ajuda per establir direccions (avui en dia, s'usen també en aviació). En el bahriye (comentari marginal) va anotar: "Un mapa d'aquesta classe no el posseeix ningú avui en dia". El mapa inclou bellíssims dibuixos, acompanyats d'inscripcions que indiquen descobriments importants. Un d'ells es correspon, gairebé amb total certesa, amb l'expedició de Pedro Álvares Cabral de 1500. Es creu que Cabral "va descobrir" Brasil quan els vents el van treure de la seva ruta, en un viatge a les índies occidentals.
La península Ibèrica i la costa d'Àfrica occidental estan dibuixades amb molta atenció, gairebé com en les cartes portolanes. És freqüent que rebi el nom de "portolà", malgrat que no ho sigui stricto sensu. Molts dels noms d'aquestes regions es donen en turc, sense transliterar del castellà o el portuguès, la qual cosa indicaria que els otomans tenien coneixement propi d'aquestes costes. Al capdamunt del mapa hi ha un vaixell ancorat al costat d'un peix, amb dues persones sobre el seu llom: una clara referència a la llegenda medieval de Sant Borondó d'Irlanda. Com està copiat atentament d'un dels seus mapes font, evidència que almenys un dels mapamundis esmentats per Piri Reis era una producció europea medieval i no un mapa de "els antics reis del mar".

## Descobriment

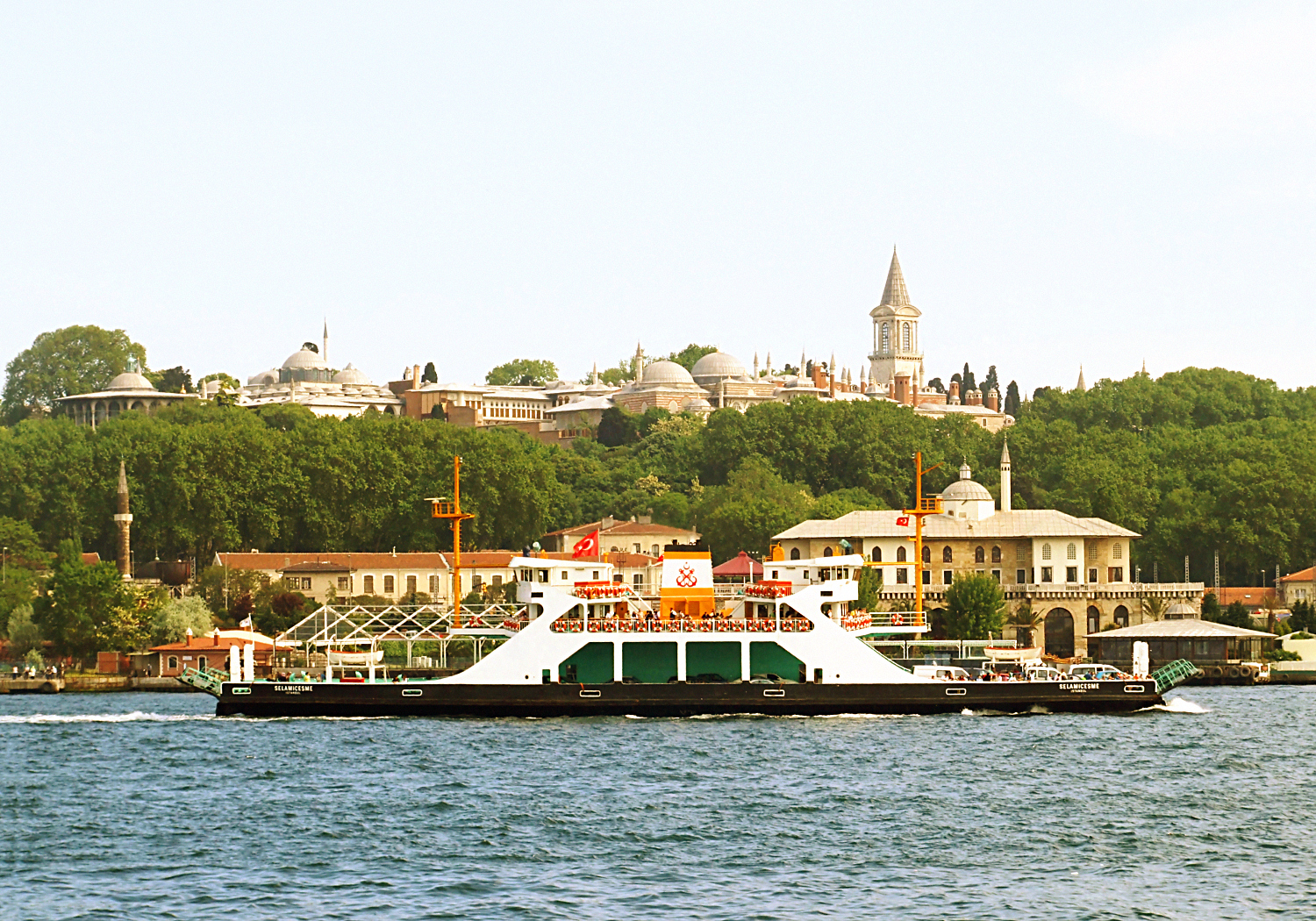
Vista del Palau Topkapi des del Bòsfor.

El 1929 el Palau de Topkapı, en Istanbul, Turquia, estava en procés de ser convertit en museu. Un grup d'erudits que treballaven classificant material en la secció de Fitxers de l'Imperi Otomà va fer un descobriment notable: una secció d'un mapa de principis del segle xvi basada, en aparença, en cartes dibuixades per Cristòfol Colom en el seu viatge al Nou Món.

La troballa va ser presentada a la comunitat científica dos anys després per l'orientalista alemany Paul Kahle en el 18è congrés de l'especialitat, i va causar una profunda impressió. El portolà presentava una inscripció particularment rellevant:
| « | Les costes i illes d'aquest mapa van ser obtingudes del mapa de Colom. | » |

D'acord amb la investigació subsegüent, la història del mapa va començar en 1501, nou anys després del descobriment de Colom, quan Kemal Reis, capità de la flota otomana, va capturar set naus prop de les costes d'Espanya, i va descobrir mitjançant interrogatori a les tripulacions que un d'ells, que havia viatjat amb l'Almirall cap al Nou Món, posseïa un mapa dibuixat per Colom en persona. Kemal va enviar el marí al seu nebot Piri, també capità naval i cartògraf.
En 1511 Piri Reis va començar a dissenyar un nou mapa que contindria tots els recents descobriments ibèrics. Va usar unes vint fonts cartogràfiques, de les quals es coneix la procedència de catorze: quatre (llavors noves) cartes portugueses, vuit ptolemaiques, una àrab i la colombina entregada pel marí espanyol capturat.
La carta aràbiga descrivia l'Índia; les portugueses, Amèrica, l'oceà Índic i Xina, la de Colom, el Carib. No s'ha determinat a quines cartes ptolemaiques es referia.
El 1517 va presentar el seu mapa al sultà Solimà el Magnífic, que, impressionat, ho va retribuir ascendint-lo a almirall. En 1521 va produir una altra contribució a la cartografia mundial: una cartilla de guia a les costes i illes del Mar Mediterrani, publicada sota el nom de "Kitab-i Bahriye" ("El llibre del mariner"). Incloïa un recompte del descobriment del Nou Món per Colom, virtualment idèntic a una extensa descripció al costat esquerre del portolà. Aquesta obra va ser de summa ajuda per als perits que intentaven determinar l'autenticitat del mapa de Reis, que van arribar a una conclusió positiva.
Piri es va retirar a Gal·lípoli, i va treballar durant els següents tres anys, reduint els mapes font a una mateixa escala, la qual cosa era una feina molt dificultosa. En acabar-la, va agregar aquesta inscripció:
| « | l'autor d'això és l'humil Piri ibn Hajji Muhammad, conegut com el nebot de Kemal Reis, a la ciutat de Gal·lipoli en el Sagrat Mes de Muharram de l'any 919 [1513]. | » |

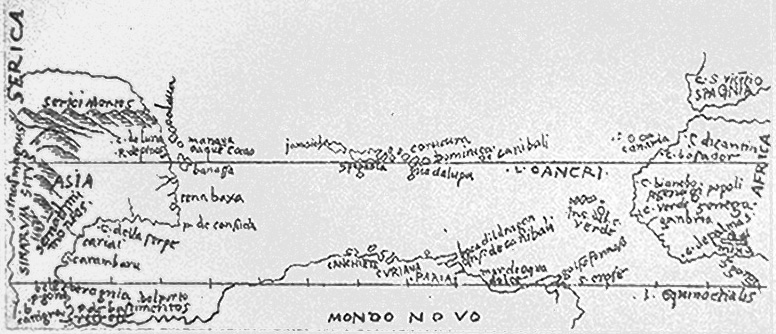
Mapa de Bartolomé Colom (1506) en el qual diu haver-se basat Alessandro Zorzi.

Fins al descobriment del mapa de Piri Reis, hi havia únicament dues fonts cartogràfiques —ambdues indirectes— per comprendre quina era la visió de Cristòfol Colom sobre els seus propis descobriments. Una d'aquestes era un cartell creat entorn de 1525 per un cert Alessandro Zorzi de Venècia, que va dir que es basava en un mapa portat per Bartolomé Colom (germà del descobridor) en 1506. Però el mapa de Zorzi contenia informació que en aquest any era desconeguda i, per tant, no pot fer-se servir per deduir com eren els conceptes geogràfics de l'Almirall, encara que mostri al Nou Món com una part d'Àsia.

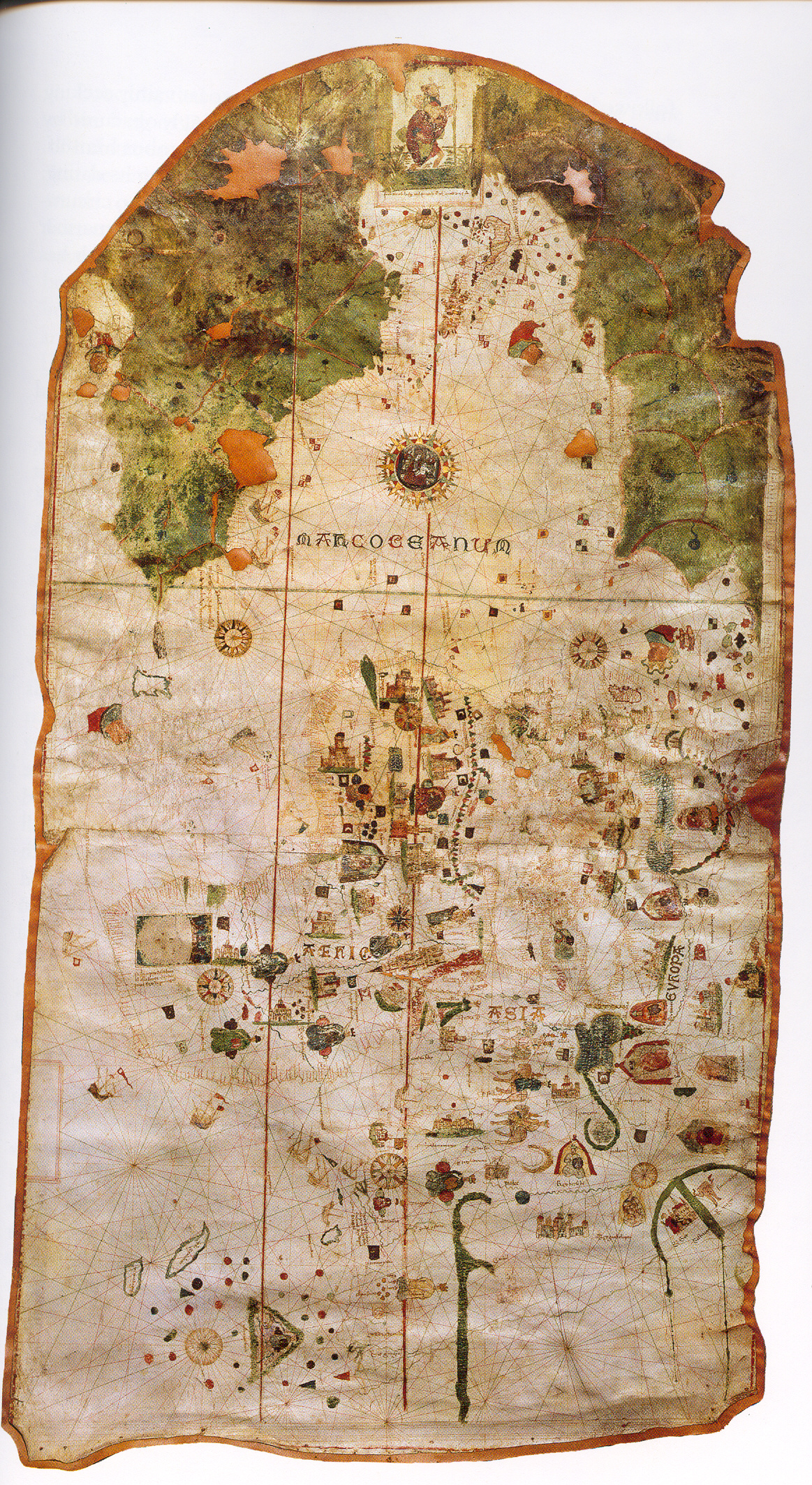
Mapamundi de Juan de la Cosa (1500). Cuba ja apareix com una illa.

L'únic altre mapa supervivent de l'època és el dibuixat per Juan de la Cosa, membre de la primera expedició colombina de 1492, que posteriorment navegaria també amb Américo Vespucci. Aquest mapa —datat el 1500— mostra correctament a Cuba com una illa, mentre que, segons la història oficial, Colom no sols creia que Cuba era una península asiàtica sinó que s'ho va fer jurar als seus tripulants per por a les conseqüències que el fet d'haver arribat a una illa i no a un continent podria causar en la seva reputació, ja que —també segons la història oficial— l'expedició havia salpat d'Espanya amb el propòsit de trobar una ruta a les Índies a través de l'Atlàntic, dues afirmacions que avui qüestionen molts historiadors.
El mapa i els seus relats van ser molt útils al govern otomà: demostraven que les noves rutes descobertes pels exploradors hispans i lusitans suposaven una amenaça per al domini turc dels mars de l'Oceà Índic i el Golf Pèrsic. Molts anys després, en 1551, el mateix Reis va ser posat al comandament d'una flota amb la missió d'espantar les forces portugueses que freqüentaven el Golf.
És per aquests motius que la conferència de Paul Kahle el 1931 sobre el mapa va sorprendre tant la seva audiència i va tenir una repercussió tan gran. Semblava gairebé miraculós que l'únic registre cartogràfic directe del major descobriment de tots els temps s'hagués preservat en una biblioteca d'Istanbul, i que deguem la seva conservació a un pirata de la marina otomana. No obstant això, malgrat la dimensió de la troballa documental, la seva atracció es va dissipar ràpidament. Pocs investigadors des de l'època de Kahle han examinat amb detall els components colombins del mapa de Reis, i la qüestió de fins a quin punt representa les idees del descobridor no està resolta en absolut. Imago Mundi, per exemple, una de les més importants revistes sobre la història de la cartografia, mai va dedicar un article propi al mapa de Piri Reis.

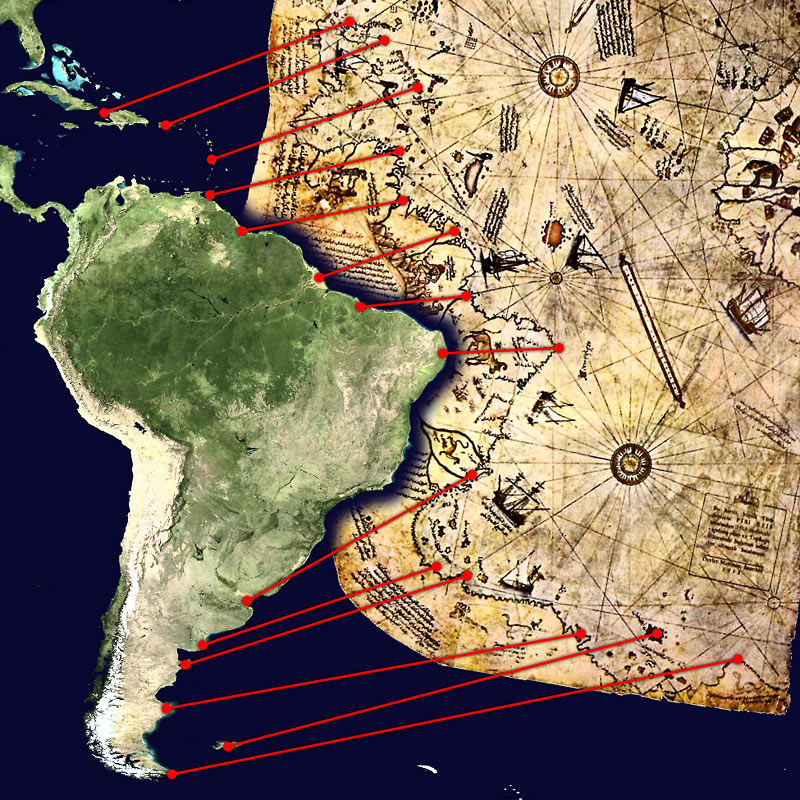
Hipòtesi que intenta correlacionar el contorn inferior del mapa de Piri Reis amb el de la costa patagona argentina i les Illes Malvines.

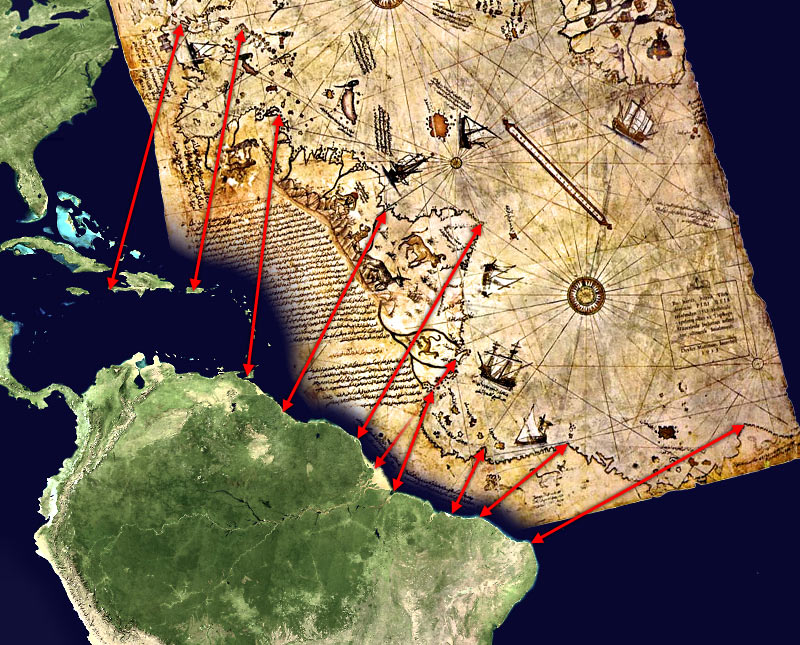
Una altra hipòtesi, menys acceptada, que intenta correlacionar el contorn americà del mapa de Piri Reis amb el de la costa veneçolana i brasilina.

## Anàlisi

### Porció meridional d'Amèrica
La majoria dels erudits considera que les al·legades similituds del perfil meridional del mapa de Reis amb el de la costa antàrtica són en extrem tènues i coincideixin-te'ls. Durant segles, abans del descobriment del continent blanc en el segle xix, els cartògrafs havien dibuixat una gran massa austral de terra (la Terra Australis Incògnita) basats en la presumpció de simetria exigida per Aristòtil i Eratòstenes, entre altres naturalistes grecs; la massa meridional del mapa de Reis podria ser una continuació d'aquesta tradició.
En un principi es creia que l'extrem sud de Sud-amèrica i el de, un cop descoberta, Austràlia, havien d'estar units a aquesta gran terra polar, a la que es pensava molt major del que és el vertader continent blanc.
S'ha suggerit que la suposada Antàrtida que figura en el part meridional del mapa no és un altre perfil que el de la costa patagona oriental, girada en sentit antihorari uns noranta graus a causa de falencies en els mapes portuguesos en què Reis es va basar (entre els navegants de la península Ibèrica era comú el modificar substancialment la longitud posicional dels territoris per situar-los a un costat o un altre del límit assignat pel Tractat de Tordesillas), o per limitacions d'espai a la pell de gasela que serveix de substrat al dibuix. En efecte, va poder donar-se el cas que Piri Reis, o l'escrigui que va copiar la seva obra, reparés que en arribar al Riu de l'Argent, s'estava acabant la valuosa pell de gasela. En aquest moment podria haver girat la línia costanera cap a l'est i haver descrit un semicercle que li cabés en el cuir. Aquest tipus de pràctiques eren molt habituals en l'època.
Una examen minuciós de la vora costanera donar suport a aquesta visió, revelant representacions de les boques i angostures de l'Estret de Magallanes i zones veïnes, els principals golfs i badias, i les Illes Malvines (l'arxipèlag l'illa principal de les quals és crida per Reis "illa de Sare"); la zona de la gran badia o golf intermedi correspondria al Riu de l'Argent, i el punt més oriental de la costa, a l'extrem meridional de l'Argentina, en Terra del Foc. A més a més, les anotacions del mapa, que indiquen que l'àrea és calorosa i habitada per serps no encaixen en la suposició que es tracta de l'Antàrtida, però sí en la hipòtesi patagona. Al mateix temps, una nota sobre les al·legades Malvines diu que allí la primavera "arriba abans", la qual cosa no és cert per als territoris insulars al sud de la Convergència Antàrtica.

### Gregory McIntosh
Gregory McIntosh, un historiador de la ciència cartogràfica, va examinar el mapa en detall i va publicar els seus resultats en The Piri Reis Map de 1513 (Atenes i Londres: University of Geòrgia Press, 2000). Allí sosté que la font colombina que Reis esmenta va ser usada per dibuixar el Carib: aquesta zona és, en efecte, d'excepcional importància. En el seu extrem nord-oest es troba una gran illa crida L'Espanyola (avui Haití i la República Dominicana), descoberta per Colom en el seu primer viatge i on havia establert una colònia, indicada en el mapa amb tres torres. Immediatament al sud de L'Espanyola es veu Puerto Rico, i al nord-est un conjunt d'illes que flama "Úndizi Vérgine" ("Les Onze Verges"). Atès que aquest nom és clarament italià, no portuguès ni espanyol, evidència l'origen colombí d'aquest sector. En efecte, molts dels noms de ports i accidents geogràfics usats per Reis es troben també en textos colombins. Per tant, tampoc aquesta zona es basaria en mapes de l'Antiguitat remota.

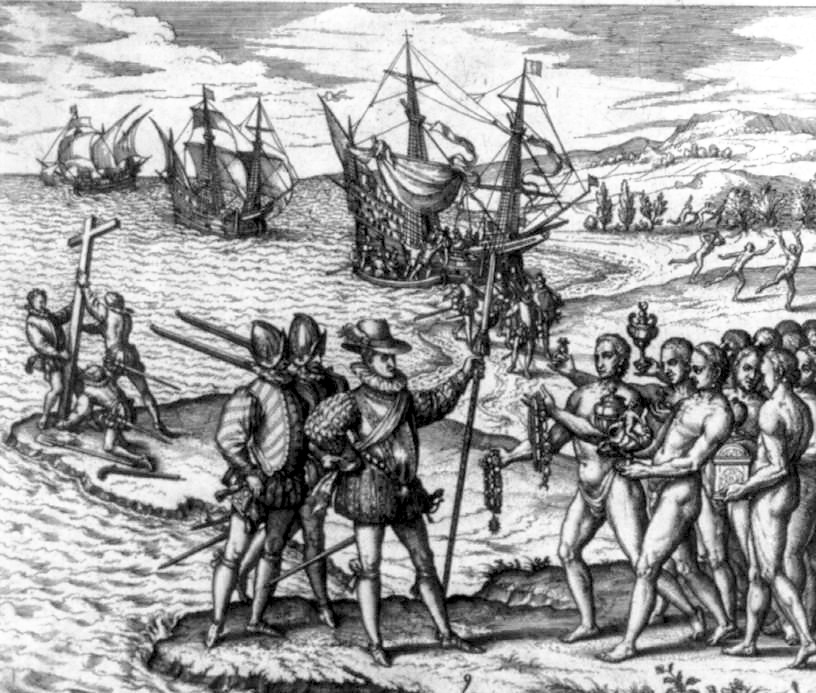
Cristóbal Colom desembarca en L'Espanyola.

És evident que Colom va deformar a L'Espanyola en els seus mapes, fent-la quedar completament desproporcionada respecte al Brasil i orientada de nord a sud en comptes d'est a oest. D'aquesta manera quedava sorprenentment semblant a les representacions convencionals del Cipango (Japó) de Marco Polo que es veuen en els mapes de Martin Behaim o Paolo Toscanelli, que Colom va utilitzar. L'Almirall, almenys en el seu primer viatge, estava convençut d'haver trobat aquell territori fabulós, i hauria dibuixat a la seva Espanyola amb aquesta forma per donar suport a la seva tesi.
Un element fins i tot més important per reafirmar l'origen colombí d'aquesta zona del mapa enfront del seu suposat origen arcaic és que la vertadera illa de Cuba no apareix, tal com és lògic en un mapa colombí, perquè Colom pensava al principi que el territori continental americà era una part d'Àsia, i ho va dibuixar com a tal. En el mapa de Piri Reis, la projecció continental que es troba enfront de L'Hispaniola és, amb tota seguretat, Cuba; i apareix de nord a sud tal com Colom creia, influenciat per les descripcions de Marco Pol sobre Catay. Atès que Colom pensava que havia trobat la costa asiàtica, lògicament va dibuixar el continent d'aquesta manera, segons la representació convencional. De fet, tot sector continental en l'extrem nord-oest està etiquetatge amb topònims que en els viatges colombins van ser assignats a llocs cubans.
McIntosh afirma que el mapa mostra dos grups de les Illes Verges perquè Piri Reis les va prendre de dos mapes distints sense advertir que representaven el mateix.
La delineació de la costa brasilera en la carta de Piri Reis és molt més precisa que la caribenya. La relació i distància entre Sud-amèrica i la costa africana occidental, per exemple, és molt més correcta que en la majoria de mapes europeus de la seva època. Els noms que apareixen en aquesta zona, clarament transliterats de l'italià i el castellà, queden nítidament associats als informes de viatge d'Amèrica Vespucci i altres.

### Charles Hapgood
L'àrea caribsenyora del mapa és tremendament imprecisa. L'estatunidenc Charles Hapgood va intentar fer-la encaixar postulant una projecció equidistant des d'un punt origen pròxim al Caire, dient que l'illa que apareix clarament identificada com l'Hispaniola és en realitat Cuba i reorientant totes les regions caribenyes del mapa. Aquesta tesi ha estat rebuda amb escepticisme per la comunitat científica i se l'ha acusat de deformar la realitat per adaptar-la a la teoria.
Un dels detalls topogràfics més sorprenents i que ha causat més discussions, és la presència d'una cadena muntanyosa al llarg de Sud-amèrica, que Hapgood va identificar com els Andes. Els rius que parteixen d'ella, lògicament, es consideren l'Amazones, l'Orinoco i el Riu de la Plata; i l'animal amb dues banyes que es troba al costat de les muntanyes, segons Hapgood, és una llama.
No obstant això, el mapa de Piri Reis no és el primer a mostrar muntanyes a l'interior de Sud-amèrica. El mapa de Nicolo de Caverio (Biblioteca Nacional de París) i la carta de Martin Waldseemüller de 1507 dibuixen la costa est de Sud-amèrica —encara que esquemàticament— i una cadena muntanyosa adornada amb arbres.

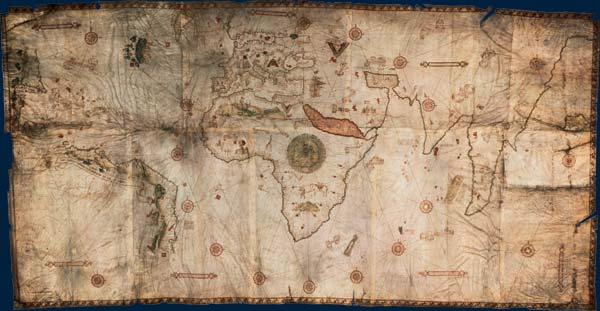
Mapa de Nicolaeus Caverio (1504-05). S'aprecia una serralada en aproximada concordança amb la dels Andes, però no apareix la mítica Terra del Sud.

El mapa de Caverio es va dibuixar entre 1504 i 1505, molt abans que s'explorés aquesta zona de l'interior. Hi ha una similitud extraordinària entre aquest mapa i el de Piri Reis, per la qual cosa cal suposar que l'un es basa en l'altre. Piri Reis podria haver tingut accés també als mapes de Waldseemuller (1507), Clareanus (1510) i Johannes de Stobnicza (1512).
Tots estan relacionats entre si i, gairebé sens dubte, es deriven del mapa de Caverio. En particular, el mapa de Johannes de Stobnicza va poder haver estat accessible per a Piri Reis, perquè va ser imprès en Cracòvia —una edició de Claudio Ptolemeu— el 1512, un any abans del dibuix del pirata turc. Aquest podria ser un dels mapes que va anomenar "dibuixats en l'època d'Alexandre el Gran" (356-323 aC) que fa referència el mateix Reis, caient en la confusió que existia entre els dos Ptolomeus (sent el més antic Claudio Adoloreu, astrònom, matemàtic i geògraf grec, del segle ii aC).

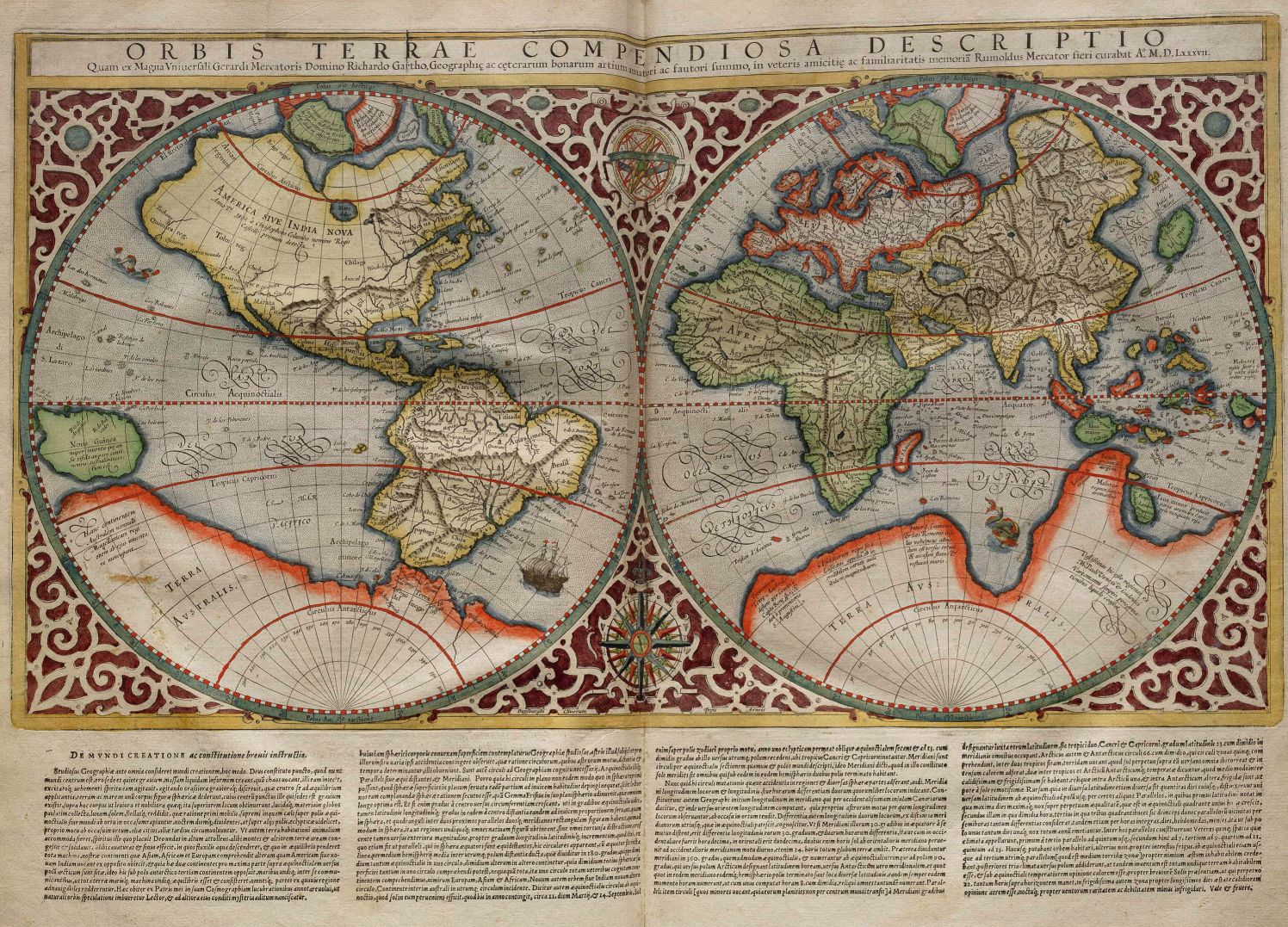
Planisferi de Rumold Mercator (1587). Continua apareixent una Terra Australis Incògnita.

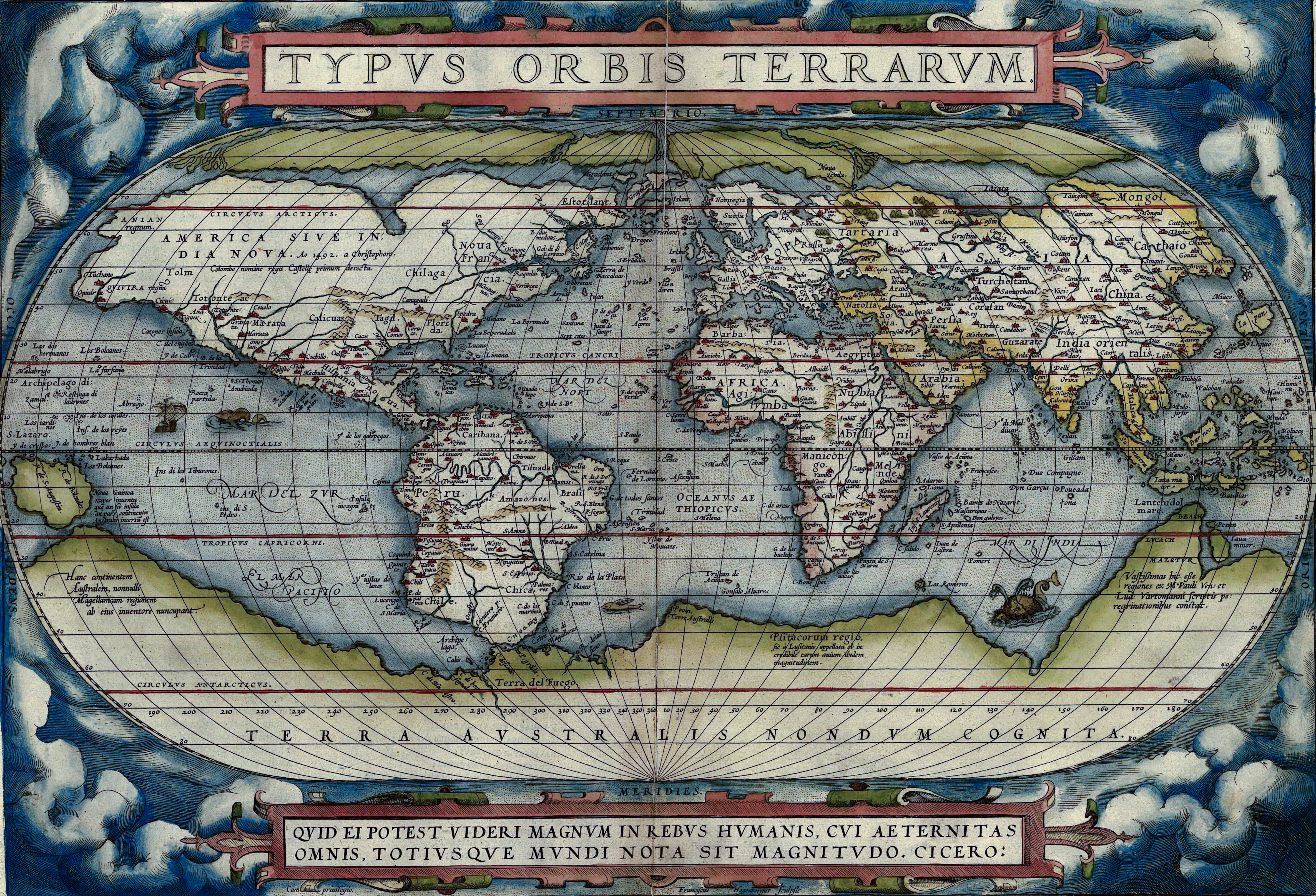
Mapamundi d'Abraham Ortelius (1570), en el qual figura la immensa terra austral fosa a l'Illa Gran de Terra del Foc.

La zona de l'Antàrtida i la costa de tendència cap a l'est situada en l'extrem inferior va ser crucial per a les hipòtesis d'Hapgood. Però, encara que cap dels mapes derivats del de Nicolo de Caverio mostri un continent antàrtic, altres grups de mapes antics sí que ho fan. A partir del segle XV els cartògrafs sovint van incloure una gran massa meridional que unia Àfrica amb Àsia, fent de l'oceà Índic un mar interior: aquesta noció geogràfica es deriva d'interpretacions ptolemaiques de la Terra Australis. Quan el portuguès Fernão de Magalhães va passar entre Sud-amèrica i l'illa de Terra del Foc (a través de l'estret que porta el seu nom), va creure que l'Illa es tractava de l'extrem nord del mític territori de què parlaven els grecs antics. No va ser sinó fins al viatge de Francis Drake de 1578 quan aquesta idea es va corregir.
La recerca de la Terra Australis va durar segles, produint el descobriment de la gran illa que ara porta el nom que tant va fascinar als cartògrafs renaixentistes: Austràlia. Però l'Antàrtida no es va voler manifestar als grans descobridors. Hi ha indicis que va ser albirada abans del seu descobriment oficial en 1820, per exemple el relat d'Amèrica Vespucci —desplaçat 500 millas (uns 900 km) de la seva ruta pels vents— on parla d'una Terra Vista: potser les Illes Malvines o potser la mateixa Antàrtida. Alguns dels textos que donen suport a aquesta hipòtesi són presumiblement apòcrifs, però l'evidència cartogràfica immediatament posterior tendeix a donar-li suport.
En 1514, l'any posterior a la finalització del mapa de Piri Reis, dos vaixells portuguesos i altres dos holandeses van informar coses semblants. Si aquesta crida PressillgtLandt era o no l'Antàrtida és tema de discussió, però no ho és el fet que un vaixell del segle xvi ben construït i pilotat pogués arribar gaire al sud.
Hapgood admet que hi ha unes 900 milles de la costa sud-americana que no apareixen en el mapa otomà.
A la data no hi ha evidències històriques que sustentin que la carta de Reis procedeix de "antigues civilitzacions" o de cultures desconegudes. El mapa de Piri Reis es considera actualment una extraordinària i bella compilació de tot el coneixement geogràfic de l'Europa medieval tardana.

### Gavin Menzies
L'antic capità de les Forces navals britàniques, i expert cartògraf Gavin Menzies en el seu llibre 1421: The Year Xina Discovered Amèrica presenta la teoria que la massa terrestre meridional del mapa de Reis és realment l'Antàrtida i que està basada en cartes xineses anteriors. L'almirall Hong Bao hauria cartografiat aquesta costa a les ordres del llegendari almirall Zheng He uns setanta anys abans que Colom descobrís Amèrica. L'expedició hauria tingut com a objectiu col·locar a tot el planeta sota el control tributari de l'emperador xinès. La teoria de Menzies ha estat desacreditada per la historiografia científica.